# Rodrigo Millar
Rodrigo Millar est un footballeur chilien né le 3 novembre 1981 à Arauco au Chili.
Il joue actuellement au poste de milieu dans le club chilien du CS Colo Colo. Il est aussi un des milieux de l'équipe du Chili avec laquelle il a été sélectionné pour jouer la Coupe du monde de football 2010
À cette occasion, il marque un but lors du 3e match de poules Chili - Espagne, permettant à son équipe de revenir à 1-2.